# Championnat de Géorgie de football 1991
Navigation
Saison précédente Saison suivante
La saison 1991 du Championnat de Géorgie de football était la 2e édition de la première division géorgienne depuis que la république a acquis son indépendance de l'ex-URSS en  1990. Le championnat, appelé Umaglesi Liga, regroupe les 20 meilleurs clubs géorgiens au sein d'une poule unique qui s'affrontent en matchs aller simple, afin de permettre la transition entre le calendrier "nordique" et le calendrier "méditerranéen". En fin de saison, le dernier de D1 dispute un barrage de promotion-relégation face au champion de D2.
Le club d'Iberia Tbilissi, tenant du titre, remporte à nouveau le championnat qu'il finit invaincu, avec un point d'avance seulement sur le Guria Lanchkhuti.

## Les 20 clubs participants
| - Iberia Tbilissi - Guria Lanchkhuti - Gorda Rustavi - Kolkheti 1913 Poti - FC Koutaïssi - FC Batoumi - Tskhumi Sukhumi - Odishi Zugdidi - Mertskhali Ozurgeti - Dila Gori | - Kolkheti Khobi - Sanavardo Samtredia - Mziuri Gali - Samgurali Tskhaltubo - Iveria Khashuri - Shevardeni-1916 Tbilissi - Amirani Ochamchira - Sulori Vani - Promu de Pirveli Liga - Margveti Zestaponi - Promu de Pirveli Liga - Alazani Gurjaani - Promu de Pirveli Liga |

## Compétition
Le barème de points servant à établir le classement se décompose ainsi :
- Victoire : 3 points
- Match nul : 1 point
- Défaite : 0 point

### Classement
| Rang | Équipe                  | Pts | J  | G  | N | P  | Bp | Bc | Diff |
| ---- | ----------------------- | --- | -- | -- | - | -- | -- | -- | ---- |
| 1    | Iberia Tbilissi (T)     | 47  | 19 | 14 | 5 | 0  | 45 | 9  | +36  |
| 2    | Guria Lanchkhuti        | 46  | 19 | 14 | 4 | 1  | 38 | 15 | +23  |
| 3    | FC Koutaïssi            | 35  | 19 | 11 | 2 | 6  | 34 | 30 | +4   |
| 4    | Kolkheti 1913 Poti      | 33  | 19 | 10 | 3 | 6  | 30 | 19 | +11  |
| 5    | FC Batoumi              | 32  | 19 | 10 | 2 | 7  | 28 | 21 | +7   |
| 6    | Tskhumi Sukhumi         | 31  | 19 | 9  | 4 | 6  | 34 | 26 | +8   |
| 7    | Odishi Zugdidi          | 27  | 19 | 8  | 3 | 8  | 33 | 27 | +6   |
| 8    | Margveti Zestaponi (P)  | 27  | 19 | 8  | 3 | 8  | 32 | 32 | 0    |
| 9    | Gorda Rustavi           | 26  | 19 | 7  | 5 | 7  | 34 | 22 | +12  |
| 10   | Alazani Gurjaani (P)    | 25  | 19 | 8  | 1 | 10 | 28 | 36 | -8   |
| 11   | Samgurali Tskhaltubo    | 24  | 19 | 7  | 3 | 9  | 21 | 34 | -13  |
| 12   | Dila Gori               | 24  | 19 | 7  | 3 | 9  | 29 | 32 | -3   |
| 13   | Mertskhali Ozurgeti     | 22  | 19 | 7  | 1 | 11 | 22 | 31 | -9   |
| 14   | Mziuri Gali             | 22  | 19 | 6  | 4 | 9  | 25 | 28 | -3   |
| 15   | Kolkheti Khobi          | 22  | 19 | 6  | 4 | 9  | 27 | 30 | -3   |
| 16   | Shevardeni-1906 Tbilisi | 22  | 19 | 6  | 4 | 9  | 30 | 26 | +4   |
| 17   | Sulori Vani (P)         | 21  | 19 | 6  | 3 | 10 | 29 | 41 | -12  |
| 18   | Sanavardo Samtredia     | 18  | 19 | 4  | 6 | 9  | 19 | 42 | -23  |
| 19   | Amirani Ochamchira      | 18  | 19 | 4  | 6 | 9  | 27 | 37 | -10  |
| 20   | Iveria Khashuri         | 14  | 19 | 4  | 2 | 13 | 12 | 39 | -27  |

|  | Champion de Géorgie 1991                         |
|  | Participation au barrage de promotion-relégation |

### Matchs

#### Barrage de promotion-relégation
| Équipe 1             | Résultat   | Équipe 2             |
| -------------------- | ---------- | -------------------- |
| Iveria Khashuri (D1) | 2 - 3 a.p. | Mretebi Tbilisi (D2) |

## Bilan de la saison
| Championnat de Géorgie de football 1991 |                                     |
| Champion                                | Iberia Tbilissi (2e titre)          |
| Coupes et trophées                      |                                     |
| Vainqueur de la Coupe de Géorgie 1991   | Pas de Coupe nationale cette saison |
| Promotions et relégations               |                                     |
| Promus en Umaglesi Liga                 | Mretebi Tbilisi                     |
| Relégués en Pirveli Liga                | Iveria Khashuri                     |